# Tom Clancy's Rainbow Six
Tom Clancy's Rainbow Six là một thương hiệu truyền thông được sáng tác bởi một tác giả người Mỹ tên là Tom Clancy viết về một đơn vị chống khủng bố quốc tế hư cấu "Rainbow". Bắt đầu với cuốn tiểu thuyết Rainbow Six, sau đó được chuyển thể thành một loạt các trò chơi điện tử chiến thuật bắn súng góc nhìn thứ nhất.

## Đội Rainbow
Trong Rainbow Six, Rainbow (hay " Team Rainbow"; viết hoa thay đổi giữa "Rainbow" và "RAINBOW") được mô tả là một cơ quan chống khủng bố quốc tế được thành lập vào năm 1999, do NATO tổ chức và có ngân sách được tài trợ bằng tiền chuyển từ Bộ Nội vụ Hoa Kỳ, nhằm đáp lại mối quan ngại về sự gia tăng của chủ nghĩa khủng bố quốc tế kể từ khi Chiến tranh Lạnh kết thúc
Cơ sở hoạt động của Rainbow được đặt tại Hereford, Anh do Vương quốc Anh là một trong những nơi dễ tiếp cận nhất và ở đây có một trong những đơn vị lực lượng đặc biệt hàng đầu thế giới. Hầu hết các nhân vật trong Rainbow Six đều mang quốc tịch Mỹ hoặc Anh, các quốc gia trong NATO như Pháp, Đức, Ý, Tây Ban Nha, Canada và đồng minh không thuộc NATO như Israel đều có ít nhất một thành viên trong phần này.
Tom Clancy mô tả cấu trúc của Rainbow gồm một giám đốc là người giám sát toàn bộ hoạt động, được chỉ định với mật danh "Rainbow Six" (hoặc chỉ là "Six"), ám chỉ đến mã cấp bậc của Mỹ dành cho đại úy (O-6), với một phó giám đốc là người chỉ huy thứ hai. Đội Rainbow làm việc rất bí mật, hoạt động nhờ công tác tình báo riêng với các liên hệ tình báo trên toàn thế giới. Trong cuốn tiểu thuyết, khi chính phủ của một quốc gia khác nhờ đội Raibow đối phó với các tình huống khủng bố thì thường chỉ có một trong hai đội sẽ được điều động, nhưng trong một số tình huống thì cả hai sẽ cùng đi. Cả hai đội đều có một sĩ quan chỉ huy (hàm thiếu tá hoặc tương đương) và một sĩ quan NCO cao cấp (hàm thượng sĩ hoặc tương đương) là chỉ huy thứ hai. Mỗi đội có mười thành viên không bao gồm chỉ huy. Rainbow có một bộ vũ khí tiêu chuẩn. Mỗi đội có hai tay súng bắn tỉa.
Trong game, Rainbow được miêu tả khác hơn. John Clark vẫn là lãnh đạo trong hầu hết loạt game nhưng được hỗ trợ bởi một nhóm các nhân viên và cố vấn chủ chốt khác nhau trong các phần khác nhau. Kể từ phần Rogue Spear thì đơn vị này đã có 30 đặc nhiệm đến từ các quốc gia NATO và các quốc gia không thuộc NATO. Với mỗi nhiệm vụ trong ba phần đầu tiên, chỉ có tám thành viên là có thể được điều động và có thể được chia thành tối đa bốn đội. Vũ khí, đồng phục và các thiết bị được chọn để phù hợp với nhiệm vụ.

## Tiểu thuyết
Cuốn tiểu thuyết Rainbow Six viết bởi Tom Clancy và được xuất bản năm 1998. Nó chủ yếu viết về John Clark, Ding Chavez và một tổ chức chống khủng bố đa quốc gia hư cấu có tên là Rainbow.

## Trò chơi điện tử
Phần đầu tiên được phát triển bởi Red Storm Entertainment trong khi cuốn tiểu thuyết đang được sáng tác. Trò chơi sau đó đã ra mắt một số phần tiếp theo và bản mở rộng. Ubisoft sau này đã mua lại Red Storm, hiện tại họ đang phát triển và phát hành thêm trò chơi. Phiên bản điện thoại di động được phát triển và phát hành bởi Gameloft.
Rainbow Six và các phần tiếp theo của nó là định nghĩa cho thể loại game bắn súng chiến thuật, buộc người chơi phải tập trung nhiều thời gian và công sức hơn vào sự lén lút, khả năng làm việc theo nhóm và sáng tạo chiến thuật hơn là hỏa lực mạnh. Tuy nhiên, trong một số phần gần đây, game đã có phần giống game bắn súng góc nhìn thứ nhất chính thống hơn trong nỗ lực thu hút khán giả.
Phần bị hủy ra mắt là Rainbow 6: Patriots đã thay đổi chữ "Six" thành "6". Phần mới nhất, Siege, đã đổi tiêu đề lại thành Rainbow Six.

### Danh sách các trò chơi
| Tên                                                    | Năm phát hành trên Windows | Trên các hệ console               | Trên điện thoại di động      | Bình luận        |
| ------------------------------------------------------ | -------------------------- | --------------------------------- | ---------------------------- | ---------------- |
| Rainbow Six                                            | 1998                       | N64, PS1 (1999); DC (2000)        | GBC (2000)                   |                  |
| Rainbow Six Mission Packː Eagle Watch                  | 1999                       | DC (2000)                         |                              |                  |
| Rainbow Six: Rogue Spear                               | 1999                       | DC (2000); PS1 (2001)             | GBA (2002)                   |                  |
| Rainbow Six: Rogue Spear Mission Pack Urban Operations | 2000                       | DC (2000)                         |                              |                  |
| Rainbow Six: Rogue Spear Covert Ops Essentials         | 2000                       |                                   |                              |                  |
| Rainbow Six: Rogue Spear Black Thorn                   | 2001                       |                                   |                              |                  |
| Rainbow Six: Take-Down - Nhiệm vụ tại Hàn Quốc         | 2001                       |                                   |                              |                  |
| Rainbow Sixː Lone Wolf                                 | Không có                   |                                   |                              |                  |
| Rainbow Six: Raven Shield                              | 2003                       | Xbox (2003); PS2, GameCube (2004) | Trò chơi di động (2004)      |                  |
| Rainbow Six 3: Athena Sword                            | 2004                       |                                   |                              |                  |
| Rainbow Six 3ː Black Arrow                             | Không có                   |                                   |                              |                  |
| Rainbow Six 3: Iron Wrath                              | 2005                       |                                   |                              |                  |
| Rainbow Sixː Broken Wings                              | Trò chơi di động (2003)    |                                   |                              |                  |
| Rainbow Six: Urban Crisis                              | 2004                       |                                   |                              |                  |
| Rainbow Six: Lockdown                                  | 2006                       | Không có                          |                              |                  |
| Rainbow Sixː Critical Hour                             | Không có                   |                                   |                              |                  |
| Rainbow Six: Vegas                                     | 2006                       | X360 (2006); PS3 (2007)           | PSP (2007), Trò chơi di động |                  |
| Rainbow Six: Vegas 2                                   | 2008                       | PS3, X360 (2008)                  | Không có                     |                  |
| Rainbow Sixː Shadow Vanguard                           | Không có                   | Không có                          | iOS, Android (2011)          | Dựa trên bản gốc |
| Rainbow Sixː Patriots                                  | Không có                   | PS4, XONE                         | Không có                     |                  |
| Rainbow Six Siege                                      | 2015                       | PS4, XONE                         | Không có                     |                  |

Một tựa game PC chỉ có ở Hàn Quốc có tên Tom Clancy's Rainbow Six: Take-Down - Nhiệm vụ tại Hàn Quốc do KAMA Digital Entertainment phát hành trên thị trường Hàn Quốc. Trò chơi đề cao các đặc nhiệm Hàn Quốc và vũ khí của Rainbow với cốt truyện và giao diện khác. Phần này không được bán bên ngoài Hàn Quốc.